# Georges Viole
Daniel-Georges Viole (Soulaires, 1598-Auxerre, 21 de abril de 1669) fue un historiador y hagiógrafo francés, monje benedictino de San Mauro.

## Vida
Nacido en el seno de una familia de buena posición social (su hermano fue presidente del Parlamento), a los veinticinco años profesó en el monasterio de Blanc Manteaux de París.  Estudió en la abadía de Corbie bajo la tutela de Athanase de Mongin y fue sucesivamente prior de las abadías de Saint-Laumer en Blois, Saint-Benoît-sur-Loire en Loiret, San Germán en Auxerre, Saint-Pierre en Corbie y Saint-Fiacre, 
aunque los últimos años residió en Auxerre dedicado al estudio y a la redacción de sus obras, dispensado por sus superiores de sus obligaciones en el priorato.

## Obra
Dejó escritas las siguientes obras, de las que sólo las dos primeras fueron publicadas: 
- La vie de saincte Reine, vierge et martyre (París, 1653), hagiografía de Santa Regina;
- La vie, les vertus et les miracles du grand Saint Germain, évesque d'Auxerre (Auxerre, 1656), hagiografía de San Germán de Auxerre;
- Histoire de l'abbaye de Flavigny;
- Catalogue des abbés de S. Germain d'Auxerre, incluido por Denis de Sainte-Marthe en el volumen IV de la Gallia christiana;
- Généalogie de l'illustre & ancienne famille de Viole 6 de ceux qui lui ons été alliés;
- Historie des evêques d'Auxerre, de l'abbaye de S. Germain de cette ville & du monastère de Seleby en Angleterre, quedó inacabada cuando Viole tuvo conocimiento de que Philippe Labbe había publicado una obra sobre el mismo asunto;
- Histoire de la ville & du diocèse d'Auxerre, siete volúmenes in folio;
- Historia Abbatum monasterii sancti Germani Autissiodorensis, cinco volúmenes in folio sobre la historia de la diócesis de Auxerre;
- Historia monasterii Pontiniacensis per chartas & instrumenta eiusdem Coenobii, incluida por Edmond Martène en el tomo IV de su Thesaurus novus anecdotorum.